# Szendile
A Szendile tisztázatlan eredetű, újabb keletű női név. Elképzelhető, hogy a szende szóra utal.[forrás?]

## Gyakorisága
Az 1990-es években szórványos név, a 2000-es években nem szerepel a 100 leggyakoribb női név között.

## Névnapok
- március 2.[2]
- október 5.[2]